# Jeane Manson
Jeane Manson, nata Jean Ann Manson (Cleveland, 1º ottobre 1950), è una cantante e attrice statunitense naturalizzata lussemburghese.
Ha rappresentato il Lussemburgo all'Eurovision Song Contest 1979 con la canzone J'ai déjà vu ça dans tes yeux. Ha lavorato come modella, venendo nominata playmate del mese nell'agosto 1974 sulla copertina della celebre rivista Playboy. Come attrice ha lavorato in diversi film cinematografici e televisivi come Appuntamento in nero (1977), Dieci minuti a mezzanotte (1983), 005 matti: da Hong-Kong con furore (1975) e The Young Nurses (1973).
Dal 1983 al 1986 è stata sposata con Richard Berry.